# Boubacar Traoré (athlète)
 (décembre 2023).
Si vous disposez d'ouvrages ou d'articles de référence ou si vous connaissez des sites web de qualité traitant du thème abordé ici, merci de compléter l'article en donnant les références utiles à sa vérifiabilité et en les liant à la section « Notes et références ».
En pratique : Quelles sources sont attendues ? Comment ajouter mes sources ?
Pour les articles homonymes, voir Boubacar Traoré (homonymie).
Boubacar Traoré, né en 1971, est un militant politique et marathonien guinéen. 

## Biographie
Originaire de la république de Guinée, pays d'Afrique de l'Ouest, Traoré a étudié le droit à l'Université Gamal Abdel Nasser de Conakry. Lors de l'élection présidentielle de 1993, il a été surpris en train de donner des informations à un groupe d'opposition politique et détenu. Durant sa détention, il a été si violemment battu que sa jambe droite mutilée a développé une gangrène et a dû être amputée au niveau de la hanche.
En 2002, Boubacar Traoré quitte la République de Guinée pour les États-Unis, où il obtient l'asile politique. Il a reçu des soins médicaux et de santé mentale au programme Bellevue/NYU pour les survivants de la torture de l'hôpital Bellevue de New York. Le 15 juin 2003, il a couru sa première course, un parcours de 5 milles, terminant en 76 minutes avec des béquilles. Il a ensuite reçu une prothèse de jambe de course. 
En juin 2004, il a été sélectionné pour être le relais chargé de transporter la flamme olympique jusqu'au complexe des Nations Unies. En décembre 2006, Traoré avait couru cinq fois le marathon de New York ainsi que d'autres courses, dont le marathon de Los Angeles. Il a ainsi acquis une certaine célébrité dans les cercles régionaux de course à pied. Un bénévole qui court avec Traoré note : « Je ne sais pas combien de fois j'ai entendu des spectateurs et d'autres coureurs, y compris des athlètes d'élite en tête du peloton du marathon de New York, crier à Boubacar Tu es mon héros. » Traoré étudiait pour passer les tests LSAT en 2006.